# Centro Georges Pompidou
O Centro Georges Pompidou (Centre national d'art et de culture Georges-Pompidou) é um complexo cultural nomeado a partir de Georges Pompidou, o Presidente da França de 1969 até 1974, que encomendou a construção. Foi desenhado por uma equipa de arquitetos composto pelos italianos Renzo Piano e Gianfranco Franchini e pelos britânicos Richard Rogers e Su Rogers, com assessoria do engenheiro britânico Peter Rice da empresa Arup.
Está localizado na área de Beauborg, no 4.º arrondissement de Paris, próximo a Les Halles, um shopping subterrâneo ligado ao metrô, e a Rue de Rivoli, uma rua comercial cujas lojas incluem algumas das marcas mais elegantes do mundo. Por causa de sua localização o Centre Georges Pompidou é conhecido localmente como Beauborg apenas.
O complexo hospeda o Musée national d'Art moderne, a Bibliothèque publique d'information (Biblioteca Pública de Informação) e o IRCAM, um centro para música e pesquisas acústicas, entre outros equipamentos culturais. Também faz parte do centro cultural o Atelier Brâncuși, que abriga esculturas do artista romeno Constantin Brâncuși em um ambiente que recria as condições de trabalho e a luminosidade de seu estúdio de criação.
É um dos lugares mais visitados de Paris. Na biblioteca do centro há uma vasta coleção de livros, acesso gratuito à internet, jornais e revistas de todas as partes do mundo e televisões com canais internacionais.

## História
A ideia de um complexo multicultural, juntando diferentes formas de arte e literatura em um único lugar, foi desenvolvido, em parte, das ideias do primeiro-ministro de funções culturais André Malraux.
Nos anos 1960, autoridades municipais da cidade de Paris decidiram demolir o antigo mercado de Les Halles, datado do século XIX, e propuseram transferir vários institutos culturais para serem montados na antiga área do mercado. Com a esperança de renovar a ideia de Paris como uma cidade de arte e cultura foi proposto que o Musée National d'Art Moderne fosse movido para este novo local. Paris também necessitava de uma grande biblioteca pública, já que não havia nenhuma nesta época. 
Após os protestos de Maio de 1968, o Presidente Charles de Gaulle, anunciou o Plateau Beubourg como o novo local da biblioteca. Um ano depois em 1969, o novo presidente Georges Pompidou, adotou o projeto de Beauborg, e decidiu que este seria o local tanto da biblioteca quanto de um centro para artes contemporâneas. No processo de desenvolvimento do projeto, o IRCAM (Instituto de Pesquisa e Coordenação Acústica/Música) também foi incluído no complexo.
Em 1971 foi realizado um concurso público internacional de arquitetura para escolher o projeto para o complexo. Era a primeira vez na história da França que foi permitido que arquitetos internacionais participassem de um concurso de arquitetura. O júri era formado pelo arquiteto francês Jean Prouvé, pelo arquiteto norte-americano Philip Johnson e pelo arquiteto brasileiro Oscar Niemeyer. O projeto escolhido entre 681 propostas de diversos países foi aquele do time liderado por Renzo Piano e Richard Rogers, o único que propunha uma praça em frente ao prédio.
Na metade dos anos 80, o Centre Pompidou foi vitima de sua grande e inesperada popularidade, suas várias atividades, e sua estrutura complexo-administrativa. Quando Dominique Bozo retornou ao centro como diretor do Musee National d’Art Moderne em 1981, trouxe à tona a capacidade máxima, das coleções do museu, e da grande maioria das aquisições que havia feito. Em 1992, O Centro de Criações Industriais também foi Incorporado ao Centre Pompidou.
No final dos anos 1990, o centro cultural passou por sua primeira grande renovação, reabrindo após 3 anos de obras em 2000. A partir de 2019, o Centro Georges Pompidou iniciou as obras da sua segunda reforma, que está prevista para durar entre três e sete anos. Durante este período, parte das obras será exposta em outras instituições francesas.

## Arquitetura
O projeto foi considerado extremamente arrojado, sendo inserido em um momento de crise da arquitetura moderna, embora tenha sido bastante criticado. Alguns teóricos afirmam que o Centro (tanto pela sua arquitetura quanto pela sua proposta) é um dos marcos do início da pós-modernidade nas artes. Sua implantação configura a existência de um espaço público (a praça do Centro) para o qual as suas atividades internas se estendem.
Trata-se de um dos principais exemplos da arquitetura high-tech - uma tendência dos anos 1970 e que continua a ser observada até hoje, inspirada na arquitetura industrial e nas novas tecnologias. A arquitetura high tech utiliza os elementos tecnológicos como objetos estéticos. No Centro Pompidou, isto pode ser observado nas grandes tubulações aparentes (dutos de ar condicionado e outros serviços), nas escadas rolantes externas e no sistema estrutural em aço.